# Reichsgau Oberdonau
1938–1945
Entités précédentes :
- Haute-Autriche
 Styrie
 Tchécoslovaquie

Entités suivantes :
- Haute-Autriche
 Tchécoslovaquie

Le Reichsgau Oberdonau (en français : le Reichsgau du Haut-Danube) était une division administrative de l'Allemagne nazie, créée après l'Anschluss (annexion de l'Autriche) en 1938 et dissoute en 1945. Il comprenait ce qui est aujourd'hui la Haute-Autriche, des parties de la Bohême du Sud et une petite partie du Salzkammergut qui a été annexée de la Styrie. 
Le Gau avait le titre honorifique de « Maison Gau du Führer » (allemand : Heimatgau des Führers), notamment parce qu'Adolf Hitler était né à Braunau am Inn et avait passé une grande partie de sa jeunesse à Linz. Son domicile du Berghof était situé dans le Gau Munich-Bavière supérieure. 

## Histoire
Le système nazi des Gaue (pluriel en allemand de Gau) a été initialement créé lors d'une conférence du parti le 22 mai 1926, afin d'améliorer l'administration de la structure du parti. À partir de 1933, après l'arrivée à la chancellerie de Hitler, les Gaue remplacent de plus en plus les États allemands comme subdivisions administratives. En 1938, l'Allemagne nazie annexe l'Autriche, cette dernière devient alors subdivisée en Reichsgaue,. 
Le poste de Gauleiter de l'Oberdonau a été occupé par August Eigruber pendant la durée de l'existence de l'entité administrative,. 
Le camp de concentration de Mauthausen-Gusen était situé dans le Reichsgau Oberdonau. Sur les 199 404 prisonniers déportés au camp, 119 000 sont morts dans les conditions difficiles à cause du surmenage, de la malnutrition et d'épuisement.